# كأس ألمانيا 2015–16
كأس ألمانيا 2015–16 (بالألمانية: DFB-Pokal 2015/16)‏ هو الموسم 73 من  كأس ألمانيا. أقيم خلال الفترة 7 أغسطس 2015 وحتى 21 مايو 2016، والذي يشرف على تنظيمه اتحاد ألمانيا لكرة القدم، وكان عدد الأندية المشاركة فيه  64، وفاز فيه بايرن ميونخ.